# Emiliano Insúa
Emiliano Adrián Insúa Zapata (Buenos Aires, Argentina, 7 de enero de 1989) es un ex futbolista argentino. Jugaba como defensor central y su último club fue el Racing Club de Avellaneda de Argentina. Es hermano del también futbolista Emanuel Insúa.
Aunque se formó en las categorías inferiores de Boca Juniors su debut profesional se produjo con el Liverpool FC con tan solo 18 años en 2007. En el club inglés jugó 62 partidos y anotó un gol. En el mercado de invierno de la temporada 2012-13 fichó por el Atlético de Madrid, club en el que ganó la Copa del Rey en 2013 y la Liga y la Supercopa de España en 2014.

## Trayectoria

### Boca Juniors
Hermano del también futbolista Emanuel Insúa se formó en las categorías inferiores del Boca Juniors desde donde fue cedido por 18 meses al Liverpool FC a cambio de una cifra cercana a las £100,000. Más adelante, el Liverpool FC y Boca Juniors llegaron a un acuerdo para el intercambio de la mitad de su pase por el de Gabriel Paletta que retornó de esta manera al club argentino.

### Liverpool
El 20 de abril de 2007 Insua debutó en el fútbol inglés contra el Portsmouth. Durante sus dos primeros años jugó principalmente con el equipo reserva con el que se proclamó campeón de la Premier Reserve League en 2008. Anotó su primer gol con el equipo inglés el 28 de octubre de 2009 ante el Arsenal FC.

### Galatasaray
En 2011 fue cedido al Galatasaray teniendo el club una opción de compra al finalizar la cesión. En Turquía Insua disputó 19 encuentros, 14 de ellos como titular.

### Sporting de Portugal
En 2012 se marchó con la carta de libertad del Liverpool al Sporting de Lisboa donde firmó un contrato por cinco temporadas. Debutó con el club portugués el 15 de septiembre en la Europa League anotando el primer gol de la victoria por dos a cero ante el FC Zürich.

### Atlético de Madrid
El 27 de enero de 2013 fue presentado oficialmente como jugador del Atlético de Madrid tras ser traspasado por 3.500.000 € por el Sporting de lisboa. El 14 de abril se produjo su debut con el club del Manzanares en la victoria por cinco a cero ante el Granada correspondiente a la trigésimo primera jornada de Liga. Insua saltó al campo en el minuto 72 sustituyendo al brasileño Filipe Luís. El 17 de mayo, el Atlético de Madrid disputó la final de la Copa del Rey en el Santiago Bernabéu ante el Real Madrid. Pese a no jugar ningún partido de la competición, Insua fue convocado y pudo ver desde el banquillo como su equipo derrotaba en la prórroga por dos a uno a su rival, proclamándose así campeón de la Copa del Rey.
Durante la temporada 2013-14 el Atlético de Madrid se proclamó campeón de Liga en la última jornada. En esta competición Insua tan solo jugó 6 partidos debido a que el lateral izquierdo titular fue Filipe Luís en la mayoría de los partidos. Además de en la Liga, durante esa temporada Insua disputó sus primeros partidos con la camiseta del Atlético de Madrid en la Copa de Rey y en la Liga de Campeones, competición en la cual, el Atlético terminó subcampeón.
Al comienzo de la temporada 2014-15 el Atlético de Madrid se proclamó campeón de la Supercopa de España aunque Emiliano no disputó ningún minuto en ninguno de los dos partidos pues se estaba preparando su salida del club.

#### Rayo Vallecano de Madrid
El 1 de septiembre se hizo oficial que Insúa se marchaba cedido al Rayo Vallecano durante una temporada. Debutó con su nuevo club el 14 de septiembre como titular en la derrota por dos a tres ante el Elche Club de Fútbol. Anotó su primer y único gol con el equipo vallecano el 3 de mayo de 2015. Disputó 21 partidos como titular durante la liga terminando la temporada en undécima posición y ayudando al equipo a mantenerse un año más en Primera División.

### VfB Stuttgart
El 11 de julio de 2015 Insúa se incorporó al VfB Stuttgart. Debutó con el equipo el 8 de agosto en la primera ronda de la Copa de Alemania. El Stuttgart venció por uno a dos al Holstein Kiel. Ocho días después debutó en la Bundesliga en la primera jornada donde cayó derrotado por uno a tres ante el Colonia.

### Aldosivi
A principios de 2021 fue transferido a Aldosivi de Mar del Plata en Argentina

### Racing Club
El 15 de enero de 2022 llega como jugador libre a Racing Club de Avellaneda firmando contrato por dos años con opción a un año más.
El 6 de noviembre de 2022 se consagra campeón y consigue su primer título con Racing Club al ganar el Trofeo de Campeones 2022.
El 27 de noviembre de 2023 jugaría su último partido como profesional ante Belgrano de Córdoba, donde la academia ganaría 4-1. En el minuto 75 Emiliano entraría desde el banco siendo el reemplazo de Gabriel Rojas.

## Selección nacional
Insúa representó a Argentina en los campeonatos juveniles. En 2007 se consagró campeón en la categoría sub-20 en el mundial de Canadá.
El 10 de octubre de 2009 debutó con la selección argentina absoluta en una victoria por dos a uno ante Perú en un partido correspondiente a la clasificación para el Mundial 2010.
El 31 de octubre de 2017 se lesionó Lucas Biglia y lo convocaron a él para jugar los dos amistosos ante Nigeria y Rusia.

## Estadísticas

### Clubes
- Actualizado el 27 de noviembre de 2023.[3]

| Club | Div           | Temporada     | Liga  | Liga  | Liga   | Copas nacionales(1) | Copas nacionales(1) | Copas nacionales(1) | Torneos internacionales(2) | Torneos internacionales(2) | Torneos internacionales(2) | Total | Total | Total |
| Club | Div           | Temporada     | Part. | Goles | Asist. | Part.               | Goles               | Asist.              | Part.                      | Goles                      | Asist                      | Part. | Goles | Asist |
| --- | ------------- | ------------- | ----- | ----- | ------ | ------------------- | ------------------- | ------------------- | -------------------------- | -------------------------- | -------------------------- | ----- | ----- | ----- |
| Liverpool Inglaterra |               |               |       |       |        |                     |                     |                     |                            |                            |                            |       |       |       |
| 1.ª | 2007          | 2             | 0     | 0     | —      | —                   | —                   | —                   | —                          | —                          | 2                          | 0     | 0     |       |
| 1.ª | 2007-08       | 3             | 0     | 0     | —      | —                   | —                   | —                   | —                          | —                          | 3                          | 0     | 0     |       |
| 1.ª | 2008-09       | 10            | 0     | 0     | 3      | 0                   | 0                   | —                   | —                          | —                          | 13                         | 0     | 0     |       |
| 1.ª | 2009-10       | 31            | 0     | 4     | 3      | 1                   | 1                   | 10                  | 0                          | 0                          | 44                         | 1     | 5     |       |
| Total club | Total club    | 46            | 0     | 4     | 6      | 1                   | 1                   | 10                  | 0                          | 0                          | 62                         | 1     | 5     |       |
| Galatasaray Turquía |               |               |       |       |        |                     |                     |                     |                            |                            |                            |       |       |       |
| 1.ª | 2010-11       | 16            | 0     | 0     | 3      | 0                   | 1                   | —                   | —                          | —                          | 19                         | 0     | 1     |       |
| Total club | Total club    | 16            | 0     | 0     | 3      | 0                   | 1                   | —                   | —                          | —                          | 19                         | 0     | 1     |       |
| Sporting de Lisboa Portugal |               |               |       |       |        |                     |                     |                     |                            |                            |                            |       |       |       |
| 1.ª | 2011-12       | 24            | 0     | 5     | 9      | 2                   | 2                   | 12                  | 4                          | 1                          | 45                         | 6     | 8     |       |
| 1.ª | 2012          | 13            | 0     | 1     | 3      | 0                   | 0                   | 5                   | 0                          | 2                          | 21                         | 0     | 3     |       |
| Total club | Total club    | 37            | 0     | 6     | 12     | 2                   | 2                   | 17                  | 4                          | 3                          | 66                         | 6     | 11    |       |
| Atlético de Madrid · España |               |               |       |       |        |                     |                     |                     |                            |                            |                            |       |       |       |
| 1.ª | 2013          | 3             | 0     | 1     | —      | —                   | —                   | —                   | —                          | —                          | 3                          | 0     | 1     |       |
| 1.ª | 2013-14       | 6             | 0     | 0     | 4      | 0                   | 0                   | 4                   | 0                          | 2                          | 14                         | 0     | 2     |       |
| Total club | Total club    | 9             | 0     | 1     | 4      | 0                   | 0                   | 4                   | 0                          | 2                          | 17                         | 0     | 3     |       |
| Rayo Vallecano · España |               |               |       |       |        |                     |                     |                     |                            |                            |                            |       |       |       |
| 1.ª | 2014-15       | 23            | 1     | 2     | —      | —                   | —                   | —                   | —                          | —                          | 23                         | 1     | 2     |       |
| Total club | Total club    | 23            | 1     | 2     | —      | —                   | —                   | —                   | —                          | —                          | 23                         | 1     | 2     |       |
| VfB Stuttgart · Alemania |               |               |       |       |        |                     |                     |                     |                            |                            |                            |       |       |       |
| 1.ª | 2015-16       | 33            | 0     | 2     | 4      | 0                   | 0                   | —                   | —                          | —                          | 37                         | 0     | 2     |       |
| 2.ª | 2016-17       | 34            | 1     | 8     | 2      | 0                   | 0                   | —                   | —                          | —                          | 36                         | 1     | 8     |       |
| 1.ª | 2017-18       | 25            | 0     | 2     | 2      | 0                   | 0                   | —                   | —                          | —                          | 27                         | 0     | 2     |       |
| 1.ª | 2018-19       | 28            | 2     | 2     | 1      | 0                   | 0                   | —                   | —                          | —                          | 29                         | 2     | 2     |       |
| 2.ª | 2019-20       | 6             | 0     | 0     | —      | —                   | —                   | —                   | —                          | —                          | 6                          | 0     | 0     |       |
| Total club | Total club    | 126           | 3     | 14    | 9      | 0                   | 0                   | —                   | —                          | —                          | 135                        | 3     | 14    |       |
| Los Ángeles Galaxy Estados Unidos |               |               |       |       |        |                     |                     |                     |                            |                            |                            |       |       |       |
| 1.ª | 2020          | 19            | 0     | 2     | 3      | 0                   | 0                   | —                   | —                          | —                          | 22                         | 0     | 2     |       |
| Total club | Total club    | 19            | 0     | 2     | 3      | 0                   | 0                   | —                   | —                          | —                          | 22                         | 0     | 2     |       |
| Aldosivi Argentina | 1.ª           | 2021          | 20    | 0     | 0      | 6                   | 0                   | 0                   | —                          | —                          | —                          | 26    | 0     | 0     |
| Aldosivi Argentina | Total club    | Total club    | 20    | 0     | 0      | 6                   | 0                   | 0                   | —                          | —                          | —                          | 26    | 0     | 0     |
| Racing Club Argentina |               |               |       |       |        |                     |                     |                     |                            |                            |                            |       |       |       |
| 1.ª | 2022          | 20            | 0     | 1     | 16     | 0                   | 0                   | 6                   | 0                          | 0                          | 42                         | 0     | 1     |       |
| 1.ª | 2023          | 13            | 0     | 1     | 2      | 0                   | 0                   | 4                   | 0                          | 0                          | 19                         | 0     | 1     |       |
| Total club | Total club    | 32            | 0     | 2     | 19     | 0                   | 0                   | 10                  | 0                          | 0                          | 61                         | 0     | 2     |       |
| Total carrera | Total carrera | Total carrera | 328   | 4     | 31     | 62                  | 3                   | 4                   | 41                         | 4                          | 5                          | 431   | 11    | 40    |
| (1) Incluye datos de FA Cup; League Cup; Copa de Turquía; Copa de Portugal; Copa de la Liga de Portugal; Copa del Rey; Copa de Alemania, MLS is Back Tournament, Copa Argentina, Copa de la Liga Profesional y Trofeo de Campeones. (2) Incluye datos de UEFA Champions League, UEFA Europa League y Copa Sudamericana. |               |               |       |       |        |                     |                     |                     |                            |                            |                            |       |       |       |

## Palmarés

### Campeonatos nacionales
| Título                  | Equipo             | País      | Año  |
| ----------------------- | ------------------ | --------- | ---- |
| Copa del Rey            | Atlético de Madrid | España    | 2013 |
| Primera División        | Atlético de Madrid | España    | 2014 |
| Supercopa de España     | Atlético de Madrid | España    | 2014 |
| Trofeo de Campeones     | Racing Club        | Argentina | 2022 |
| Supercopa Internacional | Racing Club        | Argentina | 2022 |

### Campeonatos internacionales
| Título         | Equipo                     | Sede   | Año  |
| -------------- | -------------------------- | ------ | ---- |
| Mundial Sub-20 | Selección Argentina Sub-20 | Canadá | 2007 |